# Praetorian Platoon
Praetorian Platoon är en metalgrupp från Hudiksvall.
Praetorian Platoons sångare Jörgen Fahlberg är, tillsammans med Jesper Forselius, även huvudman i The Kristet Utseende.
Den första uppsättningen av gruppen hade Patrik Karvonen på trummor men han lämnade gruppen efter ett kort tag och då tog Tobbe Thelin över trummorna innan de spelade in sin första CD.
Februari 2004 släppte Praetorian Platoon sin debut-CD Likt slöjor av ädelsten på skivbolaget Ägg Tapes & Records.

## Medlemmar
Senaste medlemmar
- Jörgen Fahlberg – sång
- Mathias Wiklund – gitarr
- Mårten Ytell – gitarr
- Magnus Bergström – basgitarr
- Tobbe Thelin – trummor

Tidigare medlemmar
- Patrik "Swayze"	Karvonen – trummor

## Diskografi
Demo
- 2002 – Himlen faller
- 2003 – Promo 2003

Studioalbum
- 2004 – Likt slöjor av ädelsten

Singlar
- 2002 – "Live på Eldorado 020824"